# Васильєва Ніна Арсентіївна
Ніна Арсентіївна Васильєва (нар. 4 серпня 1940) — українська радянська діячка, новатор виробництва, монтажниця радіоапаратури цеху № 9 Львівського виробничого об'єднання імені Леніна Львівської області. Член ЦК КПУ в 1981—1986 роках.

## Біографія
У 1960-х — 1990-х роках — монтажниця радіоапаратури цеху № 9 Львівського виробничого об'єднання імені Леніна.
Член КПРС. Обиралася депутатом Львівської міської ради народних депутатів.
Потім — на пенсії в місті Львові.

## Нагороди
- орден Трудового Червоного Прапора
- ордени
- медалі